# 1988 TZ
1988 TZ är en asteroid i huvudbältet som upptäcktes den 13 oktober 1988 av de båda japanska astronomerna Seiji Ueda och Hiroshi Kaneda i Kushiro.
Asteroiden har en diameter på ungefär 2 kilometer.